# Atherigona tridentata
Atherigona tridentata este o specie de muște din genul Atherigona, familia Muscidae, descrisă de Malloch în anul 1923. Conform Catalogue of Life specia Atherigona tridentata nu are subspecii cunoscute.